# Theodor Liebertz

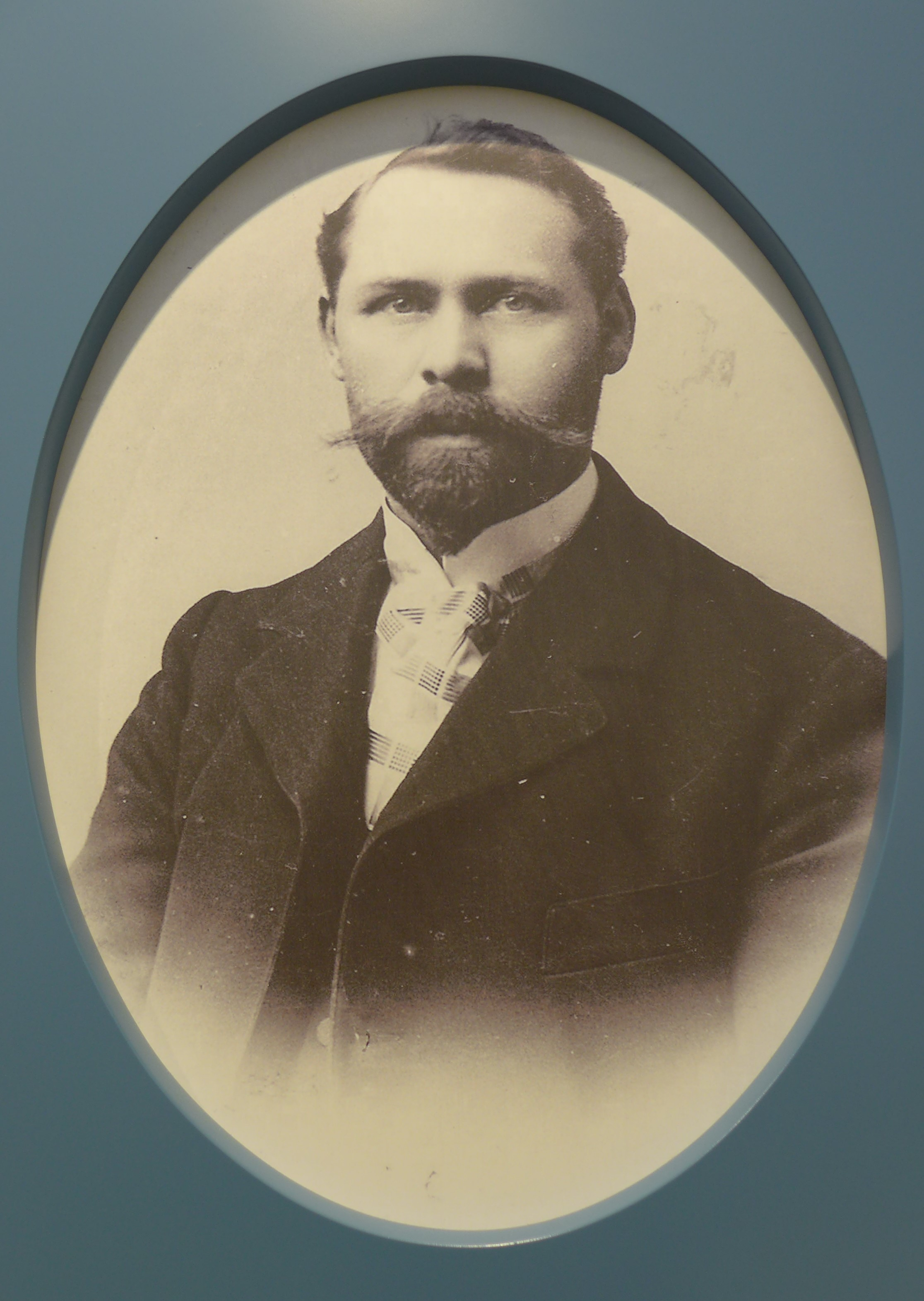
Theodor Liebertz als junger Volksschullehrer (Abbildung im Historischen Museum Wallerfangen)

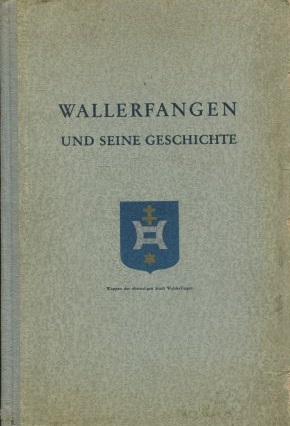
Theodor Liebertz: Wallerfangen und seine Geschichte (1953) 374 S. zahlr. Abb.

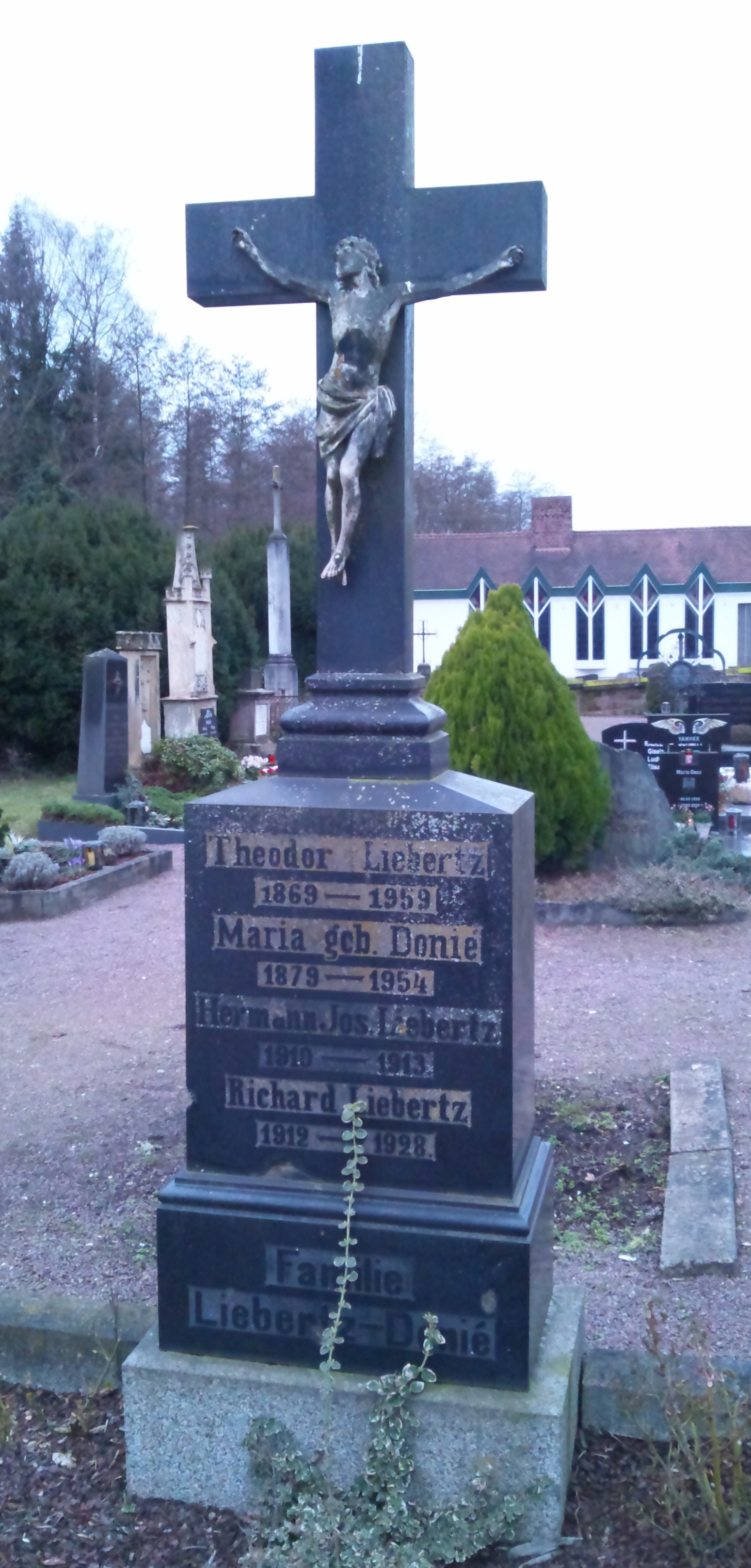
Grab von Theodor Liebertz in Wallerfangen

Theodor Liebertz (geb. 20. November 1869 in Düren, Westfalen; gest. 7. Februar 1959 in Wallerfangen) war ein deutscher Volksschullehrer und Heimatforscher. Er entstammt einer Familie mit 14 Kindern, viele seiner Geschwister ergriffen ebenfalls den Beruf des Lehrers. Verheiratet war er ab 6. Mai 1905 mit Marie Donie aus Wallerfangen und hatte drei Kinder. Seine Ausbildung zum Volksschullehrer erhielt er am Lehrerseminar in Prüm. Ab 16. Mai 1891 war er Lehrer in Wallerfangen, ab 1941, aus seinem Ruhestand reaktiviert, Konrektor. Liebertz ist bestattet am Fuße des Limbergs.

## Ein Leben für die Forschung
Theodor Liebertz widmete fast sein ganzes Leben der Heimatforschung, er war ein leidenschaftlicher Sammler und Bewahrer von Archivalien, Artefakten und sonstigen Belegen von der frühen Erdgeschichte (Muschelkalk, Azuritvorkommen), über die Vor- und Frühgeschichte (Kelten, Römer) und das Mittelalter (Merowinger, Franken, Lothringen) bis hin zum Zeitalter der beginnenden Industrialisierung (Wallerfanger Steingutfabrik). Daneben beschäftigte sich der sehr vielseitig ambitionierte Heimatforscher auch mit Mundart und Sprachen, dem Zunftwesen, sakraler Geschichte; auch mit Kunst und Musik. Sein entsprechend umfangreicher Fundus sollte nach seinem Wunsch als Grundstock für ein durchaus überregionales Heimatmuseum dienen. Leider sind nach seinem Tode nicht alle Stücke seiner Sammlung erhalten geblieben, ein Großteil ist aber im Historischen Museum Wallerfangen ausgestellt und archiviert.
Während seiner Tätigkeit als Lehrer absolvierte Liebertz mehrere Militärübungen und wurde schließlich zum Unteroffizier der Landwehr befördert. Am Ersten Weltkrieg nahm er zunächst in Belgien als Nachschub-Truppführer teil, anschließend (vom Juni 1915 bis Juli 1916), ebenfalls in der Etappe, auch am Russlandfeldzug. Nach seiner Dienstzeit nahm Liebertz wieder seinem Beruf als Lehrer in Wallerfangen auf. Er verfasste im Laufe seiner forscherischen Tätigkeit über 90 wissenschaftliche und kulturelle Artikel und Berichte, welche die ganze Bandbreite der von ihm bearbeiteten Themen abdecken.
Am 10. August 1953 erschien als Quintessenz seiner jahrzehntelang mit großem persönlichem Einsatz betriebenen Forschungen das von ihm verfasste Buch Wallerfangen und seine Geschichte, bis heute die einzige monografische Behandlung des Themas.
Am 22. November 2019 hat der Verein für Heimatforschung Wallerfangen e.V. zu seinem 150. Geburtstag eine Gedenkschrift  mit neuen Forschungen zur Wallerfanger Geschichte von der Steinzeit bis zur Gegenwart herausgegeben. S. 13–46 findet sich eine umfangreiche Würdigung von Gernot Karge: Theodor Liebertz: Konrektor, Heimatforscher, Ehrenbürger; Sammler, Bewahrer, Wegbereiter.
Theodor Liebertz ist Ehrenbürger der Gemeinde Wallerfangen.

## Belege
1. ↑  Foto (S. Michelbacher 2020)
2. ↑  Verein für Heimatforschung Wallerfangen e. V. (Hrsg.): Von der Steinzeit bis zur Gegenwart – Nachforschungen zur Wallerfanger Geschichte, Theodor Liebertz zu Ehren herausgegeben zu dessen 150. Geburtstag am 20. November 2019 für den Verein für Heimatforschung Wallerfangen e.V. von Rudolf Echt. 1. Auflage. Eigenverlag, Wallerfangen November 2019.
3. ↑  Archiv, Verein für Heimatforschung Wallerfangen e.V.

| Personendaten    | Personendaten            |
| ---------------- | ------------------------ |
| NAME             | Liebertz, Theodor        |
| KURZBESCHREIBUNG | deutscher Heimatforscher |
| GEBURTSDATUM     | 20. November 1869        |
| GEBURTSORT       | Düren                    |
| STERBEDATUM      | 7. Februar 1959          |
| STERBEORT        | Wallerfangen             |